# Oncocnemis simplex
Oncocnemis simplex là một loài bướm đêm trong họ Noctuidae.